# Hongcun
Hongcun (kineski: 宏村; pinyin: Hóngcūn) je jedno od dva (drugo je Xidi) drevna sela na jugu pokrajine Anhui (općina Yi) u Kini, koja su 2000. godine upisana na UNESCO-ov popis mjesta svjetske baštine u Aziji i Oceaniji kao "izvanredan primjer pred-urbanog naselja koja su tijekom stoljeća nestala ili su promijenjena. Njihov plan ulica, arhitektura građevina, ukrasi i integracija u kompleksni vodovodni sustav su jedinstveni sačuvani primjeri.".

## Povijest
Selo je osnovao Wang Wen, general dinastije Han, 1131. godine izgradivši 13 kuća, zajedno sa svojim rođakom Wang Yanjijem koji su doveli svoje obitelji iz sela Qisu, koje se nalazi na gornjem toku potoka ispod planine Leigang. Selo je imalo dva razdoblja izrazitog procvata (1401. – 1620. i 1796. – 1908.) tijekom kojih je obitelj Wang postala jako utjecajna s mnogo svojih pripadnika koji su postali carski službenici i trgovci, koji su svojim bogatstvom izgradili mnoge lijepe građevine. God. 1405., na savjet svojih gemantičara iskopan je kanal kako bi se cijelo selo opskrbilo svježom vodom iz Zapadnog potoka. Nekih 200 godina kasnije, vodoopskrba sela je dovršena stvaranjem Južnog jezera. Tijekom 19. i 20. stoljeća, u Hongcunu su nastale mnoge znamenite javne građevine kao što su: Akademija južnog jezera (1814.), Dvorana zaslužnih djela (1888.), Dvorana vrlina (1890.) i Dvorana težnji (1855., obnovljena 1911.).
Nešto kasnije od sela Xidi, i Hongcun je zapao u nemar i propast, rođenjem Republike Kine. No, upravo su zbog toga izvrsno sačuvane njegove građevine i izvanredan sustav vodoopskrbe.

## Odlike
Hongcun se nalazi na jugozapadnom podnožju planine Huangshan, okrenuto je prema jugu dok mu je središnji dio okružen planinama i rijekama. 
Sve kuće su opskrbljene kanalom tekuće vode koja prolazi kroz selo prema dva umjetna bazena-jezera, jedno u središtu sela (Mjesečevo jezero) i drugo južno od sela (Južno jezero). Šahovnica ulica i prolaza prati sustav kanala, što daje selu jedinstven izgled. Nadalje, pri planiranju se gledalo i na obrise sela koje je organizirano je u obliku vola, gdje volovsku glavu čini brdo Leigang, a dva drveta na njemu čine rogove. Četiri mosta koja prelaze preko potoka Jiyin se smatraju za volovske noge, dok kuće sela čine tijelo. Unutar "tijela" potok Jiyin i brojna jezera (poput "Južnog jezera" Nanhu) čine unutarnje organe.
Arhitektura i rezbarije od oko 150 rezidencija datiraju iz vremena dinastija Ming i Qing, te se smatraju za najbolje te vrste u Kini. Jedna od najvećih, i turistička atrakcija otvorena za javnost, je Chenzi dvorana, u kojoj se nalazi i maleni muzej sela.
Neki od prizora u filmu Tigar i zmaj (2000) su snimljeni na lokalitetima u Hongcunu.

## Vanjske poveznice
- From the Earth Article about the Tulou earth villages of the Fujian Hakka (engl.)
- Informacije i fotografije Hongcuna